# Vallerona
Vallerona est une frazione située sur la commune de Roccalbegna, province de Grosseto, en Toscane, Italie. Au moment du recensement de 2011 sa population était de 243 habitants.

## Géographie
Le hameau est situé sur les collines de l'Albegna et de la Fiora, près du Mont Amiata, à 50 km à l'est de la ville de Grosseto,.

## Monuments
- Église San Pio (XVIIe siècle)[1],[2]
- Fontaine de Vallerona[1]